# Piotr Jaworski (matematyk)
Piotr Władysław Jaworski – polski matematyk, doktor habilitowany nauk matematycznych. Specjalizuje się w matematyce finansowej, teorii kopuli, algebraicznej teorii form kwadratowych, ekonometrii, metodach ilościowych w zarządzaniu, teorii osobliwości oraz w zarządzaniu ryzykiem, profesor nadzwyczajny Uniwersytetu Warszawskiego.

## Życiorys
Studia matematyczne ukończył na Uniwersytecie Warszawskim. Stopień doktorski uzyskał na moskiewskim Uniwersytecie Łomonosowa w 1986 na podstawie pracy pt. Deformations of Critical Points and Critical Values of Smooth Functions, przygotowanej pod kierunkiem prof. Aleksandra Nikołajewicza Warczenki. Habilitował się na Wydziale Matematyki, Informatyki i Mechaniki UW w 1994 na podstawie oceny dorobku naukowego i rozprawy pt. 17 problem Hilberta dla funkcji analitycznych.
Swoje prace publikował w takich czasopismach jak m.in. „Journal Of Statistical Computation And Simulation”, „Journal Of Multivariate Analysis”, „Statistics & Probability Letters”, „Statistics” oraz „Acta Physica Polonica A”.
Został profesorem nadzwyczajnym w Zakładzie Matematyki Finansowej i Ubezpieczeniowej oraz w Instytucie Matematyki Wydziału Matematyki, Informatyki i Mechaniki Uniwersytetu Warszawskiego (Zakład Równań Różniczkowych). 

## Życie osobiste
Jest prawnukiem Władysława Leopolda Jaworskiego, profesora prawa UJ i polityka; wnukiem Iwona Jaworskiego, profesora prawa na Uniwersytecie Stefana Batorego w Wilnie, a następnie Uniwersytecie Wrocławskim; oraz synem Władysława Leopolda Jaworskiego, profesora finansów i bankowości Szkoły Głównej Handlowej w Warszawie. Jego synem jest z kolei Wojciech Piotr, który pracuje jako adiunkt na tym samym wydziale w Instytucie Informatyki.